# Aegoschema adspersum
Aegoschema adspersum är en skalbaggsart som först beskrevs av Thomson 1860.  Aegoschema adspersum ingår i släktet Aegoschema och familjen långhorningar. Inga underarter finns listade i Catalogue of Life.